# Vincenzo Mangiacapre
Vincenzo Mangiacapre est un boxeur italien né le 17 janvier 1989 à Marcianise.

## Carrière
Sa carrière amateur est principalement marquée par 3 médailles de bronze remportées aux Jeux olympiques de Londres en 2012, aux championnats du monde de Bakou en 2011 et aux championnats d'Europe d'Ankara la même année dans la catégorie super-légers.

### Jeux olympiques
- Médaille de bronze en -64 kg aux Jeux de 2012 à Londres, Angleterre[1]

### Championnats du monde de boxe amateur
- Médaille de bronze en -64 kg en 2011 à Bakou, Azerbaïdjan

### Championnats d'Europe de boxe amateur
- Médaille de bronze en -64 kg en 2011 à Ankara,  Turquie